# Paravilla macneilli
Paravilla macneilli är en tvåvingeart som beskrevs av Hall 1981. Paravilla macneilli ingår i släktet Paravilla och familjen svävflugor. Inga underarter finns listade i Catalogue of Life.